# Cincinnati Reds
O Cincinnati Reds é uma equipe da Major League Baseball sediada em Cincinnati, Ohio, Estados Unidos. Eles estão na National League. Eles foram um membro fundador da Associação Americana em 1882 e se juntaram à National League em 1890.
Os Reds fizeram parte da divisão oeste da National League de 1969 até 1993, depois disso se juntaram à divisão central em 1994, da qual fazem parte até hoje. O time é um dos mais bem sucedidos da história da MLB, tendo conquistado até hoje cinco World Series, nove National League, um titulo da Associação Americana e dez títulos de divisão. A casa dos Reds é o Great American Ball Park, inaugurado em 2003 para substituir o antigo Riverfront Stadium. Bob Castellini é o chefe executivo do clube desde 2006.

## História

### Nascimento dos Reds e da Associação Americana (1881-1889)
As raízes do moderno Cincinnati Reds são encontradas em um clube de mesmo nome fundado nos anos 1870. Esse clube em 1876, se torna um dos membros fundadores da National League, porém algum tempo depois a equipe começa a entrar em divergência com os organizadores da liga e também com seu presidente William Hulbert, o motivo da discórdia era o fato dos Reds venderem cerveja durante os jogos e realizarem partidas aos domingos, atividades que contribuíam para chamar ao estádio a grande população alemã que vivia em Cincinnati. Não havia nenhuma regulamentação contra a venda de cerveja nos estádios e eventos aos domingos, apesar do presidente da liga mostrar seu descontentamento com isso. A situação mudaria em 6 de outubro de 1880, quando sete dos oito times da liga assinam um acordo proibindo a venda de cerveja e a realização de jogos aos domingos. Somente Cincinnati se recusou a assinar o documento, culminando assim com a expulsão do clube da liga em dezembro de 1880.
A expulsão leva aos esforços para a tentativa de fundar uma nova liga de basebol profissional, porém esse esforço falha levando os Reds a falência. O editor de esportes do jornal de Cincinnati, O. P. Caylor, que fazia parte do grupo que tentou formar uma nova liga, vendo a falência do time, forma um clube independente chamado Red Stockings em 1881, após isso a equipe parte para realizar partidas pelos Estados Unidos. O sucesso do clube une Caylor com o presidente do antigo Reds, Justus Thorner, ambos são chamados a Filadélfia pelo empresário Horace Phillips, para planejarem uma nova liga para rivalizar com a National League. Com isso em 1882 é criada a American Association, competição que os Reds são campeões na sua temporada inaugural.[carece de fontes?]

### Retorno para National League
O Cincinnati Red Stockings deixa a American Association em 1889, se unindo novamente a National League, da qual recebeu um convite, pois a mesma estava procurando expandir o seu número de participantes, em 1890 a franquia é renomeada para apenas Cincinnati Reds.
Os anos seguintes são marcados pela falta de títulos, sendo que a equipe não conseguiria emplacar bons times. A grande noticia boa para os Reds vem em 1912, quando a equipe inaugura o seu primeiro estadio de aço e concreto, o Redland Field, estádio esse que seria casa dos Reds até 1970.
Dentro de campo as coisas mudam quando em 1919 a equipe conquista a National League, levando-os a disputa da sua primeira World Series, que a equipe venceria sobre o Chicago White Sox, esse título  porém seria manchado por um escândalo de compra de jogos, ao qual se acusava que oito jogadores dos White Sox teriam recebido dinheiro para perder o jogo.
Os Reds na década seguinte não conseguiriam ter o mesmo sucesso, passando em branco em conquistas, as coisas ficariam ainda piores com o inicio da grande depressão, que levaria o time praticamente a falência. Isso começa a mudar apenas em 1933, quando Powel Crosley, Jr. e seu irmão Lewis M. Crosley, compram a franquia tirando-a da situação dificil que se encontrava. O time então começa a passar por um processo de restruturação e fortalecimento da marca, o estadio é renomeado para Crosley Field, realizando em 1935 seu primeiro jogo a noite, as coisas vão melhorando e o time se fortalecendo, a equipe com isso volta a fazer parte do grupo dos melhores times da liga, conquistando a National League em 1939, porém sendo derrotado na World Series. No ano seguinte porém repetindo o mesmo caminho na Liga Nacional, o time chega novamente a World Series, mas dessa vez terminam vencendo a decisão em sete jogo contra o Detroit Tigers. 
Após dois anos dominando a Liga Nacional a equipe se fragmenta, ficando de fora da disputa do título nos anos seguintes, os Reds só voltariam ao topo da National League em 1961, porém sendo derrotados na World Series para o New York Yankees.

### The Big Red Machine (1970-1976)
Os anos 70 ficaram na história como a era dourada do Cincinnati Reds, a equipe montaria uma das melhores equipes da história da MLB, contando com jogadores como Johnny Bench, Tony Pérez, Pete Rose, Lee May, Bobby Tolan, Gary Nolan, Jim Merritt, Wayne Simpson, Jim McGlothlin e Don Gullett esse time ganharia o apelido de Big Red Machine, (A Grande Máquina Vermelha).
Esse time conquistaria quatro vezes a Liga Nacional em 1970, 1972, 1975 e 1976 e faturaria ainda duas World Series seguidas em 1975 e 1976. Dentre elas destaque para a temporada de 1975, quando a equipe alcançou a marca de 108 vitórias na temporada, batendo em uma das melhores World Series da história o Boston Red Sox, esse duelo seria decidido em sete jogos e quebraria um jejum de 35 anos da equipe na competição.
No ano seguinte a equipe bateria na World Series o New York Yankees, o que teria um gosto ainda mais especial para os Reds, pois os mesmos Yankees haviam derrotado duas vezes a equipe em decisões de World Series, em 1939 e 1961, essa conquista além de tudo se consuma em uma decisão no Yankee Stadium.

### O Fim da Máquina e o Título de 1990
A era dourada dos Reds começa a ter um fim em 1977 com a saída de alguns dos principais jogadores daquele time vencedor, dentre eles Tony Pérez e Don Gullett, os jogadores que vão saindo são substituídos por outros que não conseguem manter o mesmo nível de atuação. A grande temporada nos anos seguintes é a de 1979, quando a equipe consegue faturar o titulo da divisão oeste, mas longe de alcançar os resultados de outrora.
As coisas começam a mudar em 1987 com a contratação do general manager Murray Cook, ele começa a montagem de um novo elenco fazendo uma grande reformulação, trazendo jogadores como Danny Jackson e José Rijo. em 1989  Bob Quinn substitui Cook no comando da equipe, e traz as ultimas peças para montar o time que voltaria ao topo dos EUA no ano seguinte, dentre esses jogadores estavam  Hal Morris, Billy Hatcher e Randy Myers.
Os Reds então em 1990 começam a sua campanha para faturar a World Series, o time vence o Pittsburgh Pirates na decisão da National League, e termina com chave de ouro a temporada ao vencer os favoritos ao título o Oakland Athletics, sendo essa a ultima conquista dos Reds desde então.

### Atualmente
Os Reds desde a conquista da World Series em 1990, jamais a disputou novamente, o time nesse período conquistou apenas três títulos de divisão em 1995, 2010 e 2013.O grande nome do time atual é o primeira-base Joey Votto, A equipe de 2013 em diante não conseguiu mais grandes resultados dentro de sua divisão, terminando sempre em ultimo ou penúltimo tendo sempre um dos piores retrospectos de toda a liga. O time do Cincinnati Reds tem um saldo positivo de vitórias em sua história são 10.599 vitórias e 10.393 derrotas com uma porcentagem de vitórias de 0.505.